# Reino Harsti
Reino Aksel Harsti, född 27 januari 1900 i Nystad, död 27 augusti 1979 i Vanda, var en finländsk grafiker grafiker och målare.
Harti bedrev på 1920-talet studier i Florens, Wien och München samt 1936 i Stockholm, där han påverkades av den svenska grafiken, bl.a. av Axel Fridell och Harald Sallberg. Han debuterade 1923.
Harti framträdde huvudsakligen som etsare och mezzotintgravör med porträtt, interiörer och Helsingforsmotiv (främst från 1930-talet). Åren 1927–1930 innehåller hans grafik även motiv från Petsamo och Nystad. Hans arbeten representerar i sin samvetsgrannhet den mest akademiska riktningen i Finlands konstgrafik. Han utförde en betydande lärargärning i grafik vid Finlands konstakademis skola och Centralskolan för konstflit 1936–1950, och verkade även som tidningsillustratör och kåsör vid Turun Sanomat. År 1950 erhöll han Pro Finlandia-medaljen.
Jyväskylä konstmuseum har en samling av tryck (över 150 stycken) och tryckplåtar av Reino Harsti.